# Космув (Великопольське воєводство)
Космув (пол. Kosmów) — село в Польщі, у гміні Гміна Цекув-Кольонія Каліського повіту Великопольського воєводства.
Населення — 181 особа (2011).
У 1975-1998 роках село належало до Каліського воєводства.

## Демографія
Демографічна структура станом на 31 березня 2011 року:
|          | Загалом | Допрацездатний вік | Працездатний вік | Постпрацездатний вік |
| -------- | ------- | ------------------ | ---------------- | -------------------- |
| Чоловіки | 97      | 20                 | 63               | 14                   |
| Жінки    | 84      | 14                 | 48               | 22                   |
| Разом    | 181     | 34                 | 111              | 36                   |